# Фей Ван
Фей Ван (кит.: 王菲; нар.8 серпня 1969) — китайська співачка, авторка пісень і акторка. Стала популярною на початку 90-х років після переїзду у Гонконг, де виконувала пісні кантонською, часто поєднуючи китайську попмузику з альтернативною. Починаючи з 1994 вона записує пісні переважно мандаринською. Також відома ролями у фільмах Вонга Карвая «Чунцінський експрес» і «2046».

## Біографія
Народилася в Пекіні в сім'ї інженера та співачки в розпал Культурної революції. Має старшого брата Ван Ї. Матір не підтримувала захоплення Фей співом, не бачачи у цьому майбутнього. Всупереч цьому Фей у 1985–87 випустила шість дешевих кавер-альбомів на касетах переважно з піснями Терези Тенг.
У 1987 році вона переїхала у Гонконг, де працював її батько. Вона планувала залишитися там на рік, щоб отримати право постійного проживання й згодом поступити в університет закордоном. Після нетривалої роботи у модельному бізнесі, починає брати уроки співу у Дай Сицун, у якого раніше навчалися Аніта Муй, Енді Лау та Леон Лай. Під керівництвом Дая Фей, зайнявши третє місце на пісенному конкурсі ABU 1988 року, підписала контракт із Cinepoly Records. За рекомендацією леблу Фей бере сценічне ім'я Вон Цзінвень з англійським відповідником Ширлі. Вдалося випустити три альбоми («Shirley Wong» (1989), «Everything» і «You're the Only One» (1990)), які однак не отримують належної уваги. Розчарована Фей вирушає навчатися вокалу та переймати культурний досвід у Нью-Йорк. Повернувшись до Гонконгу вона знаходить собі агентку Кеті Чань, з якою працюватиме наступні 20 років. Наступний альбом «Coming Home» (1992) вийде вже під іменем Ван Фей.